# Praia Redonda (Póvoa de Varzim)
Praia Redonda (Leixão) vista de sul.

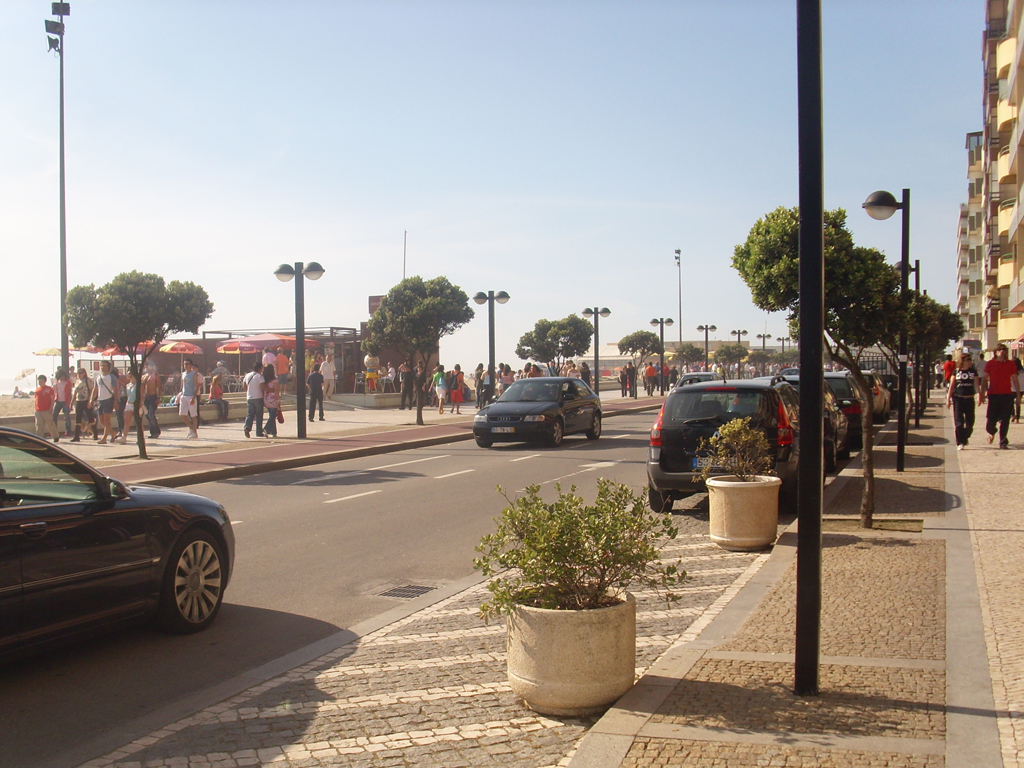
Avenida dos Banhos junto à Praia Redonda.

A Praia Redonda, historicamente conhecida como Praia de Banhos, é uma extensa praia marítima na área urbana da Póvoa de Varzim, localizada entre a Enseada da Póvoa (Porto de Pesca da Póvoa de Varzim) e a Praia da Salgueira. A Praia Redonda é uma praia bastante frequentada de areia dourada com pouca penedaria visível.
É uma praia balnear histórica que tornou a Póvoa, em pleno século XIX, na mais turística das praias nortenhas. Ramalho Ortigão, no livro As Praias de Portugal, diz que «a Póvoa é o caravansará dos habitantes do Minho, em uso de banhos ou de ar do mar; que nenhuma outra praia oferece tão variada concorrência».
Em 1844, foi edificada no areal a capela de São José, junto ao porto na antiga rua da Areosa. A rua foi alargada e tornada no Largo do Passeio Alegre e a capela demolida para embelezamento da praça de praia. Tendo sido criada a Igreja de São José na Avenida Mouzinho de Albuquerque para a substituir. No entanto, dá-se o processo inverso no final dos anos 30 do século XX são edificados o Diana Bar e o Café Guardassol, até então construído em madeira, passa a ter uma estrutura permanente, causando debate entre a população na altura. Nos anos 70 é edificado o Café Enseada, hoje designado Hit Club. O Passeio Alegre encontra-se hoje quase fechado da praia devido ao conjunto de edifícios.
O areal entre o paredão e o Hit Club denomina-se Praia do Leixão e entre o Hit Club e o Café Guarda-Sol denomina-se Praia do Loulé.